# Los Angeles Heat
Il Los Angeles Heat è stata una società calcistica statunitense di Los Angeles, fondata nel 1986 e sciolta nel 1991.

## Storia
Fondata da Roland Martin, Eugene Schiappa e Dave Graefe, partecipò nel corso della sua breve esistenza a tre differenti leghe professionistiche nazionali, ottenendo il massimo piazzamento nel 1990, qualificandosi alla finale di conference della APSL.